# Stojko Sakaliew
Stojko Marinow Sakaliew (bułg. Стойко Маринов Сакалиев, ur. 25 marca 1979 w Burgasie) – bułgarski piłkarz występujący na pozycji napastnika, reprezentant Bułgarii w latach 2003–2004, działacz sportowy.

## Kariera klubowa
Stojko Sakaliew swoją profesjonalną karierę rozpoczynał w klubie Neftochimik Burgas (od 2002 roku pod nazwą Nafteks), gdzie grał przez 9 lat. W następnych sezonach występował w bułgarskich klubach: Czernomorec Burgas, CSKA Sofia, Lokomotiw Płowdiw i Spartak Warna. Latem 2009 roku przyjechał do Polski na testy do Cracovii i Arki Gdynia. 12 września 2009 podpisał umowę z gdynianami.

## Kariera reprezentacyjna
W latach 2003–2004 zaliczył 4 występy w reprezentacji Bułgarii.

## Sukcesy
CSKA Sofia
- mistrzostwo Bułgarii: 2004/05
- Puchar Bułgarii: 2005/06